# Hurst Green, Lancashire
Hurst Green är en by i civil parish Aighton, Bailey and Chaigley, i distriktet Ribble Valley, i grevskapet Lancashire, i England. Byn är belägen 8 km från Clitheroe. Byn hade 939 invånare år 2021.